# Fiction préhistorique
La fiction préhistorique est un genre qui met en scène, avec plus ou moins de réalisme, des récits se déroulant au cours de la Préhistoire, une période antérieure à l'existence d'un document écrit Ce genre s'est exprimé à travers le roman, la bande dessinée, le cinéma et le dessin animé ou les jeux. Il a accompagné, sans toujours le respecter, le développement des sciences de la Préhistoire.
En tant que genre fictif, la description réaliste du sujet varie, sans nécessairement un engagement à développer un compte rendu anthropologique objectif. Pour cette raison, il est possible que l'auteur de fiction préhistorique traite son sujet avec beaucoup plus de liberté que l'auteur d'une fiction historique, et le genre a également des liens avec la littératures de l'imaginaire (comme la fantasy dans le cas de La Guerre du feu). Dans de nombreux récits, les humains et les dinosaures vivent ensemble, bien que les humains soient apparus des millions d'années après la disparition des dinosaures,.

## Histoire du genre

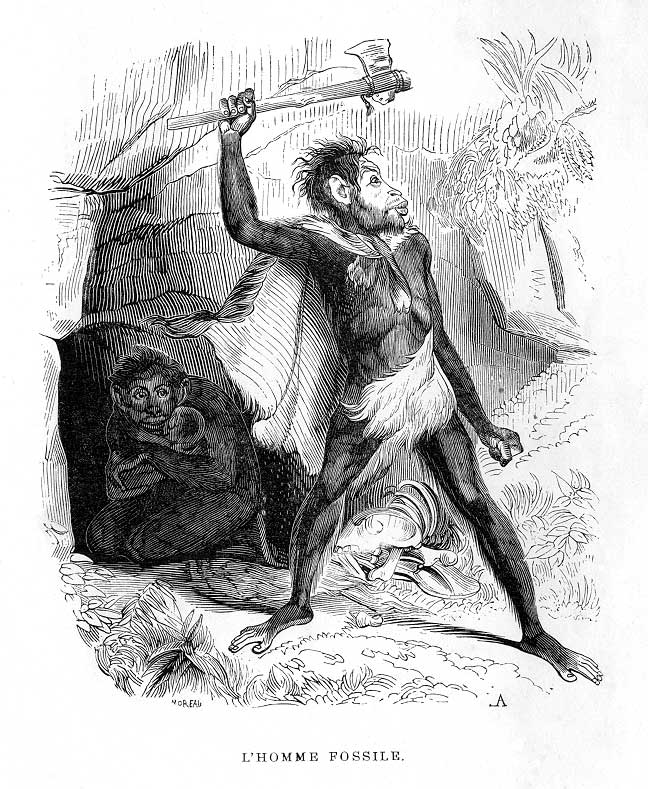
« L'homme fossile », gravure de Moreau extraite de l'ouvrage L'univers avant les hommes, par Pierre Boitard (1861). La représentation stéréotypée de l'homme des cavernes de cette époque, encline à conforter les lecteurs dans leur vision d'un homme simiesque, s'opposant à l'humanité édénique.

Ce genre littéraire apparaît avec le botaniste et géologue Pierre Boitard,,. Pour exprimer son point de vue très avant-gardiste sur l'évolution, bien avant Charles Darwin (1809-1882), Boitard (1789-1859) utilise la forme d'un roman pour la jeunesse qui sera remis comme prix aux élèves méritants. Des ouvrages paraissent dans les années 1860 dans presque toute l'Europe et aux États-Unis.
Le livre Solutré ou les chasseurs de rennes de la France centrale d'Adrien Arcelin est publié en 1872. Il est considéré comme le premier « roman préhistorique », bien avant La Guerre du feu de J.-H. Rosny aîné qui parait en 1909.
Ce dernier connaît un grand succès en France. Il est régulièrement réédité depuis et a fait l'objet de deux adaptations cinématographiques.
La fiction préhistorique connaît un grand succès aux États-Unis où les romans traitant de l'Amérique précolombienne sont nombreux.
Environ 1200 titres de livres dont 350 en langue française sont recensés fin 2011.
Le paléontologue Björn Kurtén a inventé le terme paléofiction pour définir ses œuvres.
L'un des dérivés du cyberpunk est le stonepunk, lui-même un sous-genre de la science-fiction. C'est un néologisme né de la contraction entre stone (caillou) et le cyberpunk. Il s'agit d'une uchronie faisant référence à l'utilisation massive de la technologie dans la préhistoire.

## Romans préhistoriques

### Romans écrits par des préhistoriens
Au niveau quantitatif, il est notable que la littérature de préhistoire est un phénomène assez restreint lors des années 1940-1960. Les années 1970 à 2000 marquent l'âge d'or de ce genre littéraire. Voici le recensement de certaines œuvres ayant marqué ce genre littéraire: 
- Adrien Arcelin (sous le pseudonyme d'Adrien Cranile), Solutré ou les chasseurs de rennes de la France centrale, Paris, 1872
- Jean Courtin, Le chamane du bout du monde, Paris, Seuil, 1998, 390 p. (ISBN 978-2-02-030682-9)
- Jean Guilaine, Pourquoi j'ai construit une maison carrée, Paris, Actes Sud/Errances, 2006, 332 p. (ISBN 978-2-7427-6142-5)
- Marylène Patou-Mathis, Madame de Néandertal, Paris, NiL, 2014, 264 p.  (ISBN 978-2-84111-667-6)

### Jean M. Auel
- série Les Enfants de la Terre
  - Le Clan de l'Ours des cavernes, Paris, Balland, 1981, 361 p., autre titre Ayla, l'enfant de la terre
  - La Vallée des chevaux, Paris, Balland, 1988, 381 p. (ISBN 978-2-7158-0430-2)
  - Les Chasseurs de mammouths, Paris, Soline, 1988, 630 p. (ISBN 978-2-7028-6889-8)
  - Le Grand Voyage, Paris, Presses de la cité, 2002, 658 p. (ISBN 978-2-258-05946-7)
  - Les Refuges de pierre, Paris, Presses de la cité, 2002, 646 p. (ISBN 978-2-258-05837-8)
  - Le Pays des Grottes Sacrées (trad. de l'anglais), Paris, Presses de la cité, 2011, 681 p. (ISBN 978-2-258-08400-1)

### Erich Ballinger
- La Horde des glaciers, Paris, Milan, 2004, 174 p. (ISBN 978-2-7459-0969-5)
- La Guerre des cavernes, Paris, Milan, 2002, 250 p. (ISBN 978-2-7459-0674-8)

### François Cavanna
- ...et le singe devint con. L'aurore de l'humanité, Paris, éditions du square, 1972
- Le con se surpasse. L'aurore de l'humanité (2), Paris, éditions du square, 1975, 112 p.
- La déesse mère, Paris, Albin Michel, 1997, 274 p. (ISBN 978-2-226-08903-8)

### Claude Cénac
- Les Cavernes de la rivière rouge, Paris, Magnard, 1967, 190 p.
- Les Sorciers de la rivière rouge, Paris, Magnard, 1984, 181 p.
- Souviens-toi de la rivière rouge, Paris, Magnard, 1995, 184 p. (ISBN 978-2-210-97710-5)

### Christiane Dollard
- La Goutte de soleil, Paris, GP, 1970, 187 p.
- Le Secret des pierres-qui-fondent, Paris, GP, 1971, 187 p.
- La Danse des sorciers, Paris, GP, 1972, 184 p.

### Renée Dunan
- « Le Métal - Histoire d’il y a vingt mille ans », Floréal, nos 41-43,‎ 1920
- Magdeleine, Bruxelles, Éditions de la Vache rose, 1926
- Ces Dames De Lesbos, Paris, Prima, 1927
- Le Roman de la fin des Hommes, Montélimar, Les Moutons électriques, 2015[15]

### Christine Féret-Fleury
- série 3 500 ans avant notre ère Chaân
  - La rebelle, Paris, Flammarion, 2003, 137 p. (ISBN 978-2-08-162427-6)
  - La caverne des trois soleils, Paris, Flammarion, 2004, 160 p. (ISBN 978-2-08-162433-7)
  - La montagne du destin, Paris, Flammarion, 2004, 148 p. (ISBN 978-2-08-162435-1)

### Sue Harrison(en)
- Ma mère la terre, mon père le ciel, Paris, Jean-Claude Lattès, 1996, 366 p. (ISBN 978-2-7096-1737-6)
- Ma sœur la lune, Paris, Jean-Claude Lattès, 1998, 470 p. (ISBN 978-2-7096-1887-8)
- Mon frère le vent, Paris, Jean-Claude Lattès, 1999, 568 p. (ISBN 978-2-7096-1966-0)

### Armand Herscovici
- La Légende de Ninmah, Paris, seuil, 2004, 304 p. (ISBN 978-2-02-060163-4)

### Marc Klapczynski
- série L'odyssée du dernier Néandertal[16]
  - Aô, l'homme ancien, Paris, Aubéron, 2003, 350 p. (ISBN 978-2-84498-051-9)
  - Le pouvoir d'Ik-Tia, Paris, Aubéron, 2006, 360 p. (ISBN 978-2-84498-094-6)
  - Tsinaka, l'œil de la toundra, Paris, Aubéron, 2010, 304 p. (ISBN 978-2-84498-153-0)
- Album jeunesse adapté de la série :
  - Ao petit néandertal (2010) scénario de Claire Troilo et dessin de Emmanuel Roudier, d'après le roman Ao, l'Homme ancien

### Megan Lindholm aliasRobin Hobb
- Le peuple des rennes, Paris, Le pré aux clercs, 2005, 327 p. (ISBN 978-2-84228-196-0)
- Le frère du Loup, Paris, Le pré aux clercs, 2005, 275 p. (ISBN 978-2-84228-197-7)

### David Manciet
- Série le Sacrifice des Aurochs
  - Le peuple des glaces, 2016, 230 p. (ISBN 978-1-5372-3507-3)
  - Les feux de la Trêve, 2016, 312 p. (ISBN 978-1-5410-7054-7)
  - La Vallée des Immortels, 2017, 327 p. (ISBN 978-1-5410-7054-7)

### Sophie Marvaud
- Meurtre chez les Magdaléniens, éditions du Patrimoine et Nouveau Monde éditions, 2014.
- Le Choc de Carnac, éditions du Patrimoine et Nouveau Monde éditions, 2015. Prix Littérature du salon de la Préhistoire de la Chapelle-aux-Saints 2015.
- Les justiciers de l'Histoire, La peintre de Lascaux, Totem, 2017

### Bernard Maurin[17]
- L'aube du lac, Monfort en Chalosse, Gaïa, 1998, 282 p. (ISBN 978-2-910030-50-6)
- La pirogue, Monfort en Chalosse, Gaïa, 1999, 284 p. (ISBN 978-2-910030-62-9)

### Olivier May
- L’Esprit du renne, Sierre, Éditions à la carte, 2003, 291 p. (ISBN 978-2-88-464458-7)
- série Les enfants de la louve
  - Les enfants de la louve, Paris, Flammarion, 2013, 126 p. (ISBN 978-2-08-126499-1)
  - Le secret des Hommes-Bisons, Paris, Flammarion, 2014, 125 p. (ISBN 978-2-08-130833-6)
  - La vallée des mammouths, Paris, Flammarion, 2017, 128 p. (ISBN 978-2-08-139025-6)
- Les enfants des lacustres, Paris, Auzou, 2019, 96 p. (ISBN 978-2-36508-299-0)

### Ray Nyst
Ses romans préhistoriques, qui retracent les tableaux de la vie primitive sur des bases scientifiques, sont un hommage à l’ancêtre méprisé, héros et génie, qui a rendu habitable à sa descendance la terre des fauves et créé, seul, les arts et métiers de la forêt préhistorique.
- Notre Père des Bois, 1899[18]
- La Forêt nuptiale, 1900[19]
- La Caverne :
  - édition 1908[20] annoncée par une longue introduction documentaire séparée[21]
  - réédition 1909 incluant l’introduction documentaire remaniée[22]
- La Hurleuse qui rend pâle, 1914, manuscrit probablement non publié[23]
- Notre Père des Bois, 1944, trilogie réunissant ses trois premiers romans précédée d’un très long avant-propos scientifique et d’une introduction documentaire[24].

### Pierre Pelot
- série Sous le vent du monde
  - Qui regarde la montagne au loin, Paris, Denoël, 1997, 330 p. (ISBN 978-2-207-24394-7)
  - Le nom perdu du soleil, Paris, Denoël, 1998, 306 p. (ISBN 978-2-207-24500-2)
  - Debout dans le ventre blanc du silence : sous le vent du monde : roman, Paris, Denoël, 1999, 348 p. (ISBN 978-2-207-24549-1)
  - Avant la fin du ciel, Paris, Denoël, 2000, 409 p. (ISBN 978-2-207-24569-9)
  - Ceux qui parlent au bord de la pierre, Paris, Denoël, 2001, 268 p. (ISBN 978-2-207-25056-3)
- Le rêve de Lucy, Paris, Gaïa, 1990, 132 p. (ISBN 978-2-02-012503-1), avec Yves Coppens, illustré par Tanino Liberatore
- série Le livre de Ahorn
  - Le jour de l'enfant tueur, Paris, Seuil, 2000, 220 p. (ISBN 978-2-02-034908-6)
  - L'ombre de la louve, Paris, Seuil, 2001, 186 p. (ISBN 978-2-02-034909-3)

### Michel Peyramaure
- La vallée des mammouths, Paris, Robert Laffont, 1966, 255 p.
- Les grandes falaises, Paris, Presses de la cité, 2003, 282 p. (ISBN 978-2-258-06329-7)
- La fille des grandes plaines, Paris, Robert Laffont, 1963, nouvelle parution sous le titre La caverne magique, Paris, Robert Laffont, 1986, 278 p. (ISBN 978-2-221-05028-6)

### Michel Piquemal
- Le sandwich de mammouth, Milan, 2007, 23 p.
- L'école des mammouths, Milan, 2012, 24 p.
- Frère des chevaux, Elan vert, 2012 , 32 p.
- Le pendentif de Kihia, SEDRAP, 2012, 63 p.
- Nour et le peuple des loups, Rue du Monde, 2015, 116 p.

### Florence Reynaud
- Le premier dessin du monde, Paris, Hachette jeunesse, 2000, 189 p. (ISBN 978-2-01-321777-4)
- série Yona, fille de la préhistoire
  - Le clan des loups, Paris, Pocket jeunesse, 2005, 110 p. (ISBN 978-2-266-14380-6)
  - Dent de lion, Paris, Pocket jeunesse, 2005, 115 p. (ISBN 978-2-266-14381-3)
  - La grotte des chamans, Paris, Pocket jeunesse, 2005, 108 p. (ISBN 978-2-266-15024-8)[25]
  - Le retour de Yona, Paris, Pocket jeunesse, 2006, 110 p. (ISBN 978-2-266-15026-2)
  - L'enfant de la nuit, Paris, Pocket jeunesse, 2006, 130 p. (ISBN 978-2-266-15372-0)
  - Les chevaux des roches noires, Paris, Pocket jeunesse, 2006, 96 p. (ISBN 978-2-266-15373-7)
  - Le grand chagrin de Yona, Paris, Pocket jeunesse, 2007, 120 p. (ISBN 978-2-266-16182-4)
  - Le voyage au bout du monde, Paris, Pocket jeunesse, 2007, 111 p. (ISBN 978-2-266-17182-3)
  - La horde des loups, Paris, Pocket jeunesse, 2008, 132 p. (ISBN 978-2-266-17607-1)
  - Le vallon maudit, Paris, Pocket jeunesse, 2009, 127 p. (ISBN 978-2-266-18184-6)
  - Les ours de neige, Paris, Pocket jeunesse, 2010, 118 p. (ISBN 978-2-266-18731-2)
  - Le dieu cheval, Paris, Pocket jeunesse, 2010, 112 p. (ISBN 978-2-266-19520-1)

### J.-H. RosnyetJ.-H. Rosny aîné
- J.-H. Rosny aîné, La Guerre du feu, Paris, Fasquelle, 1911, 200 p., paru partiellement dans les revues Je sais tout et Akademos en 1909, ainsi que dans La Grande revue en 1910[26].
- J.-H. Rosny aîné, Le Félin géant, Paris, Plon, 1920, paru en feuilleton en 1918
- J.-H. Rosny, Eyrimah, Paris, Plon, 1896, paru en feuilleton en 1893
- J.-H. Rosny, Vamireh, Paris, Plon, 1902, paru en feuilleton en 1892
- J.-H. Rosny aîné, Les Xipéhuz, Paris, 1887
- J.-H. Rosny, Elem d'Asie, Paris, Borel, 1896
- J.-H. Rosny aîné, Helgvor du Fleuve Bleu, Paris, Société Les Centraux Bibliophiles, 1930
- J.-H. Rosny aîné (préf. Fabrice Mundzik), Les Conquérants du feu et autres récits primitifs [La Légende des Millénaires, 1 - Origines], Les Moutons électriques, 2014
- J.-H. Rosny aîné (préf. Fabrice Mundzik), Les Âges farouches de J.-H. Rosny aîné, Bibliogs, 2016
- J.-H. Rosny aîné, Récits préhistoriques, Hélios, 2018

### Elizabeth Marshall Thomas
Anthropologue
- La lune des rennes, Paris, Robert Laffont, 1987, 389 p. (ISBN 978-2-221-05403-1)
- La femme sauvage, Paris, Albin Michel, 1990 (ISBN 978-2-226-05711-2)

### Michelle Paver
série Chroniques des Temps Obscurs
- Frère de Loup, Hachette, 2005
- Fils de l'Eau, Hachette, 2006
- Les Mangeurs d'Âmes, Hachette, 2007
- Le Banni, Hachette, 2008
- Le Serment, Hachette, 2009
- Chasseur de fantômes, Hachette, 2010

### Sarah Wilggin
- La pierre des âmes, Paris, Le lutin malin, 2008, 330 p. (ISBN 978-2-915546-52-1), préface de Jean Clottes

### Autres
- Anthologie, Vestiges d'un monde antédiluvien, Bibliogs, 2016. Recueil de textes parus entre 1864 et 1931.
- Anthologie, Bafouilles archéologiques (Vestiges d’un monde antédiluvien), Bibliogs, 2017. Recueil de textes parus entre 1880 et 1946.

#### avant 1900
- Pierre Boitard, Paris avant les hommes. L'univers avant les hommes., 1861
- David Friedrich Weinland, Rulaman, 1875
- Mme Stanislas Meunier, Misère et grandeur de l'humanité primitive, Paris, A. Picard et Kaan, 1889, 316 p.
- Stanley Waterloo (en), The Story of Ab : A Tale of the Time of the Cave Man, 1897 : The Story of Ab (en)

#### 1900
- Jack London, Avant Adam, 1907
- Margaret A. McIntyre, The Cave Boy of the Age of Stone (en), 1907

#### 1910
- Arthur Conan Doyle, Le Monde perdu, 1912
- Edmond Haraucourt, Daâh le premier homme, 1914

#### 1920
- Edgar Rice Burroughs, Tarzan dans la préhistoire, 1921
- James Irving Crump, Og - Son of Fire, 1922
- Victor Forbin, Les fiancés du soleil, Paris, Lemerre, 1923
- Edgar Rice Burroughs, The Eternal Lover, 1925
- James Irving Crump, Og - Boy of Battle, 1925
- Robert E. Howard, Spear and Fang, 1925[27]
- Claude Anet, La fin d'un monde, Grasset, 1925
- Pierre Goemaere, Le Pèlerin du Soleil, Paris, Albin Michel, 1927
- Léon Lambris, La Mission de Run le tordu, Bruges, Librairie de l'œuvre Saint-Charles de Grammont, 1929, 223 p.

#### 1930
- A. Lichtenberger, Houck et Sla, Paris, Fernand Nathan, 1930, 126 p.
- Henri-Jacques Proumen, Eve proie des Hommes, Paris/Bruxelles, Labor, 1934, 235 p.
- Guy de Larigaudie, Yug, Paris, J. de Gigord, 1934, 123 p.
- James Irving Crump, Og of the Cave People, 1935
- Guy de Larigaudie, Yug en terres inconnues, Paris, J. de Gigord, 1938, 191 p.

#### 1940
- Paul Bouchet, Les derniers atlantes, chez l'auteur, 1943, condensé La Guerre de l'Or
- Max Landreau, La vengeance du Rhin, Alsatia, 1946
- Daria Banfi Malaguzzi, Jagul et Pali, Delachaux et Niestlé, 1946
- Jean Vergriete Caillat, Oulgwy des sables verts, Alsatia, 1946
- Max d'Amplaing, Zingh, l'homme des cavernes, Paris, STAEL, 1949, 128 p.

#### 1950
- Raymonde Tricoire, La Main d'Urka, Paris, Sté universitaire d'éditions et de librairie, 1952
- Vercors, Les Animaux dénaturés, Paris, Albin Michel, 1952[réf. nécessaire]
- William Golding, Les Héritiers, Gallimard, 1955[28]
- James Irving Crump, Sabertooth Savage, 1959

#### 1960
- Robert James Green, Kor et ses chiens Loups, G.P., 1961, 154 p.
- Edouard Storch, Les Chasseurs de Mammouths, La Farandole, 1961, 245 p.
- Jean-Claude Froelich, Voyage au pays de la pierre ancienne, Magnard, 1964
- Adam Saint-Moore, La Marche au Soleil, Paris, Fleuve Noir, 1965, 378 p., postface de F.M. Bergounioux
- Anthony Fon Eisen, Ash et la bête-qui-parle, 1965
- Norbert Casteret, Muta, fille des cavernes, Condé sur Escaut, Perrin, 1965, 254 p.
- James Irving Crump, Og, Son of Og, 1965
- Marcelle Manceau, Le Talisman du Soleil, Rageot, 1966, 154 p.
- Jean-Claude Froelich, La horde de Gor, Magnard, 1967
- Jean-François Pays, Le Sorcier aux Yeux bleus, Paris, G.P., 1969, 219 p. (ISBN 978-2-7045-0089-5)

#### 1970
- Antoine Reboul, Le Livre de Napur, Paris, Magnard, 1970, 159 p.
- Michel Grimaud, Rhoôr l'invincible, Alsatia/Hachette, 1971, 216 p.
- Michel Grimaud, Rhoôr et les pillards, Alsatia/Hachette, 1972
- Robert Alexandre, Sandrinhar, Alsatia, 1975, 224 p.
- Louis Mirman, Le Silex noir, Paris, Gallimard, 1977, 231 p. (ISBN 2-07-033566-6)
- Robert Alexandre, Tiguir, Alsatia, 1977 (ISBN 978-2-7045-0027-7)
- Jean-Côme Noguès, Le Mammouth et la Châtaigne, Paris, G.P., 1977, 187 p. (ISBN 2-914471-13-0)

#### 1980
- Henri Kubnick, La grande déesse. Le clan de Krab, J.C. Lattès, 1981, 327 p.
- Henri Kubnick, La grande déesse. Dji la magicienne, J.C. Lattès, 1984, 309 p.
- Jean-Luc Déjean, Le premier chien, Paris, Hachette Jeunesse, 1984, 159 p. (ISBN 978-2-253-03530-5)
- Louis Mirman, Youg, Paris, Gallimard, 1985, 207 p. (ISBN 2-07-033301-9)
- Claude Vermorel, Il y a dix mille ans. Le roman de Wala, fils de l'ours, Paris, Robert Laffont, 1986, 260 p. (ISBN 978-2-221-04808-5)
- Louis Mirman, Grite parmi les loups, Paris, Gallimard, 1987, 151 p. (ISBN 2-07-033399-X)

#### 1990
- Roy Lewis, Pourquoi j'ai mangé mon père, Actes Sud, 1991 (ISBN 978-2-266-04082-2)
- Jean-Luc Déjean, Le Maître des chiens, Paris, Hachette Jeunesse, 1991, 285 p. (ISBN 2-01-321486-3)
- Andrée Chédid, Lucy, la femme verticale, Paris, Flammarion, 1998, 93 p. (ISBN 978-2-08-067551-4)
- Bernard Werber, Le Père de nos pères : roman, Paris, Albin Michel, 1998, 395 p. (ISBN 2-226-10562-X)
- Anthony Von Eisen, Ash et la bête-qui-parle, Paris, Flammarion, 1999, 273 p. (ISBN 2-08-161901-6)

#### 2000
- Alain Surget, Un Cheval pour Totem, Paris, Flammarion, 2000, 154 p. (ISBN 2-08-164771-0)
- Gérard et Sylvie Aubriot, L'Homme de la Combe d'Arc ou le peintre de la grotte Chauvet, Paris, la Mirandole, 2000, 319 p. (ISBN 978-2-909282-64-0), préface de Jean Clottes
- Claude Caillat, Le renne blanc, Monfort en Chalosse, Gaïa, 2001, 441 p. (ISBN 978-2-910030-82-7)
- Peter Dickinson, La Tribu. Histoire de Suth, Paris, Livre de poche, 2001, 192 p. (ISBN 978-2-01-321833-7), autre titre: Histoire de Noli, Histoire de Ko, Histoire de Mana
- Claude Touraille, La Longue marche de Taren, Neuvic Entier, La Veytizou, 2002 (ISBN 978-2-913210-44-8)
- Alain Duvois, Thorag et le clan du lac, Crozon, Buissonnières, 2002, 64 p. (ISBN 978-2-909557-78-6)
- Alain Duvois, Thorag le clan des grottes, Crozon, Buissonnières, 2003, 77 p. (ISBN 978-2-909557-96-0)
- Arnulf Zitelmann, Qila fille des Cavernes, Paris, Milan, 2005, 247 p. (ISBN 978-2-7459-1330-2)
- Anie Politzer, Wakor le chasseur des falaises blanches, Saint Herblain, Golf Stream, 2006, 139 p. (ISBN 978-2-909421-55-1)
- Rachel Tanner, Le rêve du Mammouth, Paris, Black Coast Press, 2006, 314 p. (ISBN 978-1-932983-71-5)
- Mylène Mouton, Soleils d'ocre : roman, Monfort en Chalosse, Gaïa, 2007, 213 p. (ISBN 978-2-84720-090-4)
- Fabrice Anfosso, Là où la terre touche le ciel, Paris, Mémoires millénaires éditions, 2007, 168 p. (ISBN 978-2-9526647-1-4)
- Bernard Simonay, Les enfants du volcan : roman, Paris, Presses de la Cité, 2008, 444 p. (ISBN 978-2-258-06389-1)
- Alain Duvois, Le clan de Thorag, Crozon, Buissonnières, 2008, 136 p. (ISBN 978-2-84926-059-3)
- (pt) Ivanir Calado, Foi assim (talvez), 2000[29]
- (pt) Carlos Patati, A Guerra dos Dinossauros, Editora Escala, 2000

#### 2010
- Alain Orthlieb, Mémoire de pierre, Lyon, Editions Baudelaire, 2011, 198 p. (ISBN 978-2-35508-722-6)
- Jean-François Perret, La Faille du Temps, France, Editions Flagrant d'élie, 2011, 163 p. (ISBN 979-10-90236-02-8)
- Jean-Michel Portier, Le souffle du Lion, Paris, Editions Errance, 2012, 272 p. (ISBN 978-2-87772-493-7)
- Christophe Vigerie, Mahava, Paris, Editions Errance, 2013, 64 p. (ISBN 978-2-87772-548-4)
- Timothée Rey, Les Souffles ne laissent pas de traces, Montélimar, Les Moutons Électriques, 2014, 320 p. (ISBN 978-2-36183-139-4)
- Timothée Rey, La Mère des ondes et des crues, Montélimar, Les Moutons Électriques, 2015, 400 p. (ISBN 978-2-36183-210-0)

- Paul Thiès, Petit féroce n'a peur de rien, Paris, Rageot Ed Cascade, 1994, 122 p. (ISBN 978-2-7002-3160-1), autres titres : Petit-Féroce et sa famille, Petit-Féroce et ses amis, Petit-Féroce va à l'école, Petit-Féroce part en vacances, Petit Féroce contre les Marmicreux, Petit-Féroce est un champion, Petit-Féroce contre le monstre des neiges
- Franck Prévot, Le roman de Râ, Paris, Editions Thierry Magnier 2013
- Pascale Leroy, Marylène Patou-Mathis, Madame de Néandertal, journal intime, Editions Nil, 2014

### Romans non traduits en français

#### Franz Heinrich Achermann(de)
- Auf der Fährte des Höhlenlöwen, (Sur la piste du lion des cavernes), Ed Otto Walter Olten, 1919
- Die Jäger vom Thursee, (Les chasseurs de Thursee), Ed Otto Walter Olten, 299pp, 1918

#### William Thomas Quick(en)(alias Margaret Allan, alias W.T. «Bill» Quick)
- The mammoth stone (La pierre mammouth), New York, Signet, 1993, 391 p. (ISBN 978-0-451-17497-0)
- Keeper of the stone (Gardienne de la pierre), New York, Signet, 1994, 432 p. (ISBN 978-0-451-18132-9)
- The Last Mammoth (Le dernier mammouth), New York, Signet, 1995, 396 p. (ISBN 978-0-451-18463-4)

#### Björn Kurtén
Paléontologue
- Den Svarta Tigern, (La danse du tigre), Stockholm, Alba Publishing, 1978, 221 p. (ISBN 91-7458-136-8)
- Mammutens Radare, Stockholm, Alba Publishing, 1984, 205 p. (ISBN 978-91-7458-656-5)

#### Sue Harrison(en)
- Storyteller trilogy
  - Song of the River, (le chant de la rivière), New York, Avon books, 1997, 496 p. (ISBN 0-380-97370-7)
  - Cry of the wind, (les pleurs du vent), New York, Avon books, 1998, 432 p. (ISBN 0-380-97371-5)
  - Call down the stars, (l'appel des étoiles), New York, Avon books, 2001, 496 p. (ISBN 0-380-97372-3)

#### Peter Hooper
- Das Hirschvolk, (Le peuple des cerfs) 
  - Die Berge des Morgens (Les monts du Matin), Munich, Heyne Verlag, 1997, 348 p. (ISBN 978-3-453-11985-7)
  - Fremde Brüder (Frères étrangers), Munich, Heyne Verlag, 1997, 382 p. (ISBN 978-3-453-11986-4)
  - Die Chronik der Väter (La chronique des Pères), Munich, Heyne Verlag, 1997, 510 p. (ISBN 978-3-453-11987-1)

#### Dirk Lornsen(de)
- Tirkan, Stuttgart, Thienemann Verlag Gmbh, 1994, 190 p. (ISBN 978-3-522-16864-9)
- Rokal der Steinzeitjäger (Rokal le Chasseur de l'âge de pierre), Stuttgart, Thienemann Verlag Gmbh, 1987, 112 p. (ISBN 978-3-522-16520-4)

#### Joan Wolf
- Daughter of the Red Deer (La fille du daim rouge), New York, Dutton, 1991, 420 p. (ISBN 0-525-93379-4)
- The Horsemasters (Les maîtres des chevaux), New York, Dutton, 1993, 401 p. (ISBN 0-525-93589-4)
- The Reindeer Hunters (Les chasseurs de rennes), New York, Dutton, 1994, 368 p. (ISBN 0-525-93848-6)

#### Juan Luis Arsuaga
Archéologue et anthropologue
- Al otro lado de la niebla : las aventuras de un hombre en la Edad de Piedra (De l'autre côté de la brume : les aventures d'un homme de l'âge de pierre), Madrid, Suma de Letras, 2005, 299 p. (ISBN 84-96463-16-8)

#### Stella Carr Ribeiro(pt)
- O homem do Sambaqui : (uma estória na pré-história), 1975[30],[31],[5]

#### Urda Alice Klueger(pt)
- Sambaqui, 2008[32]

#### Axel Klinckowström(sv)
- Sagor om förvandlingens lag: från djur till människa, 1936

#### Domingos Pellegrini(pt)
- No Começo de Tudo, 2002[31]

#### Jim Kjelgaard(en)
- Fire-Hunter, 2011

## Bandes dessinées préhistoriques
Le classement correspond à l'ordre chronologique de parution.

### Avant 1930
- Prehistoric Peeps (en) (1893) de Edward Tennyson Reed (en) dans Punch[33],[34]

### 1930
- Alley Oop de V. T. Hamlin (en) (1932), comic strip poursuivie par d'autres auteurs, publiée à ce jour.
- Og - Son of Fire (1937), basé sur la série Og de James Irving Crump, créé par Kevin Hoyt, publié dans The Funnies #4-14 (janvier-novembre 1937)[35].

### 1940
- Le Professeur Cosinus retourne à l'âge de pierre, scénario et dessin de Robert Dansler (1940?)
- One Million B. C. (Août 1940), basé sur le film One Million B. C., publié dans Crackajack Funnies no 26, auteur inconnu[36].
- Tuk the Caveboy de Jack Kirby et Joe Simon (1941)[37]
- Tumak, fils de la jungle (1948-1949), adaptation du film One Million B. C., pour George Fronval et Raymond Poïvet dans L’Intrépide[38],[39],[40].
- La Guerre du feu, scénario et dessin de Fred Fucken d'après J.-H. Rosny aîné (1948) dans L’Explorateur[40]

### 1950
- La Guerre du feu, scénario et dessin de René Pellos d'après J.-H. Rosny aîné (1950-1951) dans Zorro[40]
- Pour la horde (1952), scénario de Roger Lécureux et dessin de Jean-Claude Forest dans Vaillant[39],[41].
- Tor, scénario et dessin de Joe Kubert (1953), 12 albums
- La tribu de l'homme rouge, scénario et dessin de Sirius (1953)[40]
- Il y a 50000 ans (1954-1955), scénario de Roger Lécureux et dessin de Raymond Poïvet dans Vaillant[39],[38].

### 1960
- Onkr, l'abominable homme des glaces, textes de Jean Malac et Yvan Delporte, dessins de Tenas (1961 à 1972) dans Le journal de Mickey
- Piteco (pt) de Mauricio de Sousa (1961), créé comme une comic strip, il est actuellement publié dans des magazines, avec des histoires produites par un studio, a eu des versions publiées dans des albums de Beto Nicácio (pt), Emerson Lopes, Fabio Ciccone, Shiko (pt)[42],[5] et Eduardo Ferigato (pt)[43].
- Tounga le Ghmour d'Édouard Aidans, dans Le journal de Tintin (1961) puis 17 albums de 1974 à 2004[39]
- Uk e Uka de Gedeone Malagola (pt) (1963)
- Azor el primitivo (1964-1966) de Manuel Moro Cid (es)[44].
- Naza Stone Age Warrior dessins de Jack Sparling (1964-1966)[45]
- Anthro de Howard Post (1968)
- Rahan, dessins de André Chéret, scénario de Roger Lécureux puis Jean-François Lécureux[39], autres dessinateurs José de Huéscar, Guido Zamperoni, Enrique Romero, apparu en 1969 dans Pif Gadget puis en plusieurs séries d'albums

### 1970
- Ryu, la jeunesse primitive (ja) de Shōtarō Ishinomori (1970)
- Tragg and the Sky Gods scenario de Don Glut et dessins de Jesse Santos (1972)
- Jongo de Paulo Hamasaki (pt) (1972)[46]
- Henga el Cazador (es) scenario de Eugenio Zapietro et dessins de Juan Zanotto (1974)
- Korg: 70,000 B.C. (1975) pour Pat Boyette[47], basé sur la série télévisée du même nom (1974) [48]
- Kong the Untamed (en) scénario de Jack Oleck et dessin de Alfredo Alcala (1976)
- One Million Years B.C. (novembre 1977), adaptation du film du même nom, dans The House of Hammer nº 14, scenário de Steve Moore et dessins de John Bolton[49].
- Devil Dinosaur (en) de Jack Kirby (1978)[50]
- Zamor ,O Selvagem scenario de Franco de Rosa (pt) et dessin de Franco de Rosa, Mozart Couto (pt), Gustavo Machado (pt) et Watson Portela (pt)[51]

### 1980
- Torn de Paulo Hamasaki (pt) (1980, 1984, 1987)[52]
- Tarao scénario de Roger Lécureux, dessin de Raphaël Marcello, 38 épisodes parus dans Pif Gadget (1982 à 1990)
- La nuit barbare scénario de Jean Ollivier, dessin de Raphaël Marcello (1988)
- Chroniques de la nuit des temps d'André Houot
  1. Le couteau de pierre (1987) - Ed. Fleurus
  2. Tête-Brûlée (1989)- Ed. Lombard
  3. On a marché sur la terre (1990) - Ed. Lombard
  4.  Gon de  Masashi Tanaka (1991)
  5. Le soleil des morts (1992) - Ed. Lombard
  6. Ars engloutie (1994) - Ed. Glénat
- Silex et Boa, scénario de François Corteggiani (1989)
- Nabuchodinosaure, dessins de Roger Widenlocher, scénario de Herlé (à partir de 1989) - Ed. Dargaud
- Dinosaur bop, dessins et scénario de Jean-Marie Arnon
  - 1 - L'odeur des filles (1989)
  - 2 - La caverne des cœurs brisés (1990)
  - 3 - Neanderthal bikini (1991)
  - 4 - Shaman blues (1993)
  - Wanda et les dinosaures (2000), compilation des 4 tomes de Dinosaur bop
  - (du même auteur) Cœurs de silex (1997)

### 2000
- La Vallée des rennes, scénario de Víctor de la Fuente, dessin de Michael Vaidis (2000) - Ed. MSM
- L'Âge de raison de M. Bonhomme (2002) - Ed. Carabas
- Silex files, de Philippe Foerster - Ed. Lombard
  1. Chaînons manquants (2002)
  2. Le silence des fossiles (2003)
  3. Psycho-sapiens (2004)
- Vo'Hounâ, scénario et dessin d'Emmanuel Roudier[53]
  1. La saison d'Ao (2002) - Ed. Soleil
  2. La saison de Mordagg (2003) - Ed. Soleil
  3. Le souffle de Montharoumone (2005) - Ed. Soleil
  4. Intégrale (t. 1-4) - Vo'Hounâ, une légende préhistorique (2013) - Ed. Errance
- Les Chasseurs de l'aube, scénario et dessin de René Hausman (2003) - Ed. Dupuis[53]
- Aux frontières du quaternaire, scénario de Patrick Serres (Trap) et dessin de Nicolas Hubesch (2004)
- La horde scénario de Michel Sanz et dessin de Nico
  1. Rencontre du premier type (2004)
  2. Le second en pire (2005)
  3. Et de trois ! Lucyen t'aidera (2006)
  4. Le cas... très très fin (2007)
  5. Saint c... l'icône de ta mère (2008)
  6. Si c'est... un œuf (2009)
  7. Best à massue (2010)
- Chasseur-cueilleur, scénario et dessin de Joann Sfar (2006) - Ed. Dargaud
- Lucy, l'espoir scénario de Patrick Norbert, dessin de Tanino Liberatore (2007) - Ed. Capitol
- Neandertal, scénario et dessin d'Emmanuel Roudier - Ed. Delcourt[53],[54]
  1. Le Cristal de Chasse (2007)
  2. Le Breuvage de Vie (2009)
  3. Le Meneur de Meute (2011)
- Ticayou, scénario de Éric Le Brun, dessin de Priscille Mahieu - Ed. Milan
  1. Le Petit Cro-Magnon (2009)
  2. Chasseur de la Préhistoire (2009)
  3. La rivière sauvage (2017)
- Silex and the City, scénario et dessin de Jul - Ed. Dargaud
  1. [sans sous-titre] (2009)
  2. Réduction du temps de trouvaille (2010)
  3. Le néolithique, c'est pas automatique (2012)
  4. Autorisation de découverte (2013)
  5. Vigiprimate (2014)
  6. Merci pour ce mammouth (2015)
  7. Poulpe fiction (2016)
  8. L'homme de Cro-Magnon (2018)
- Megasauria, scénario de Jean Depelley, dessin de Jean-Marie Arnon (2009) - Organic Comix
- Frank Frazetta's Neanderthal, scénario de Chris Ryall et Jay Fotos, dessin de Tim Vigil, couverture de Frank Frazetta, Jay Fotos et Nat Jones (2009) - Image Comics

### 2010
- Le Peuple de l'Eau Verte, scénario de Jean Gagnepain, dessin de Bernard Nicolas - Ed. Le Sablier jeunesse
  1. L'esprit de l'ours (2011)
- RUPESTRES !, scénarios et dessins de Étienne Davodeau, Emmanuel Guibert, Marc-Antoine Mathieu, David Prudhomme, Pascal Rabaté, et Troub's - (2011) Ed. Futuropolis
- La Guerre du feu, scénario et dessin d'Emmanuel Roudier, d'après le roman de J.-H. Rosny aîné - Ed. Delcourt
  1. Dans la nuit des âges (2012)
  2. Sur les rives du Grand fleuve (2013)
  3. Par le pays des eaux (2014)
- L'Art préhistorique en bande dessinée, scénario et dessin de Éric Le Brun - Ed. Glénat[55]
  1. Première Époque - L'Aurignacien (2012)
  2. Deuxième Époque - Gravettien et Solutréen (2013)
  3. Troisième Époque - Magdalénien (2018)
- Le Grand Abri, scénario de Toomaï Boucherat, dessin de Priscille Mahieu - Ed. Actilia Multimedia
  1. La vie d'un clan il y a 9000 ans en Basse Provence (2015)
  2. La Font-aux-Pigeons (2019)
- Penss et les plis du monde, Jérémie Moreau - Ed. Delcourt (2019)

### 2020
- Rozel : L'empreinte des Hommes-oiseaux, scénario et dessin d'Emmanuel Roudier - Ed.Fedora (2023)

## Films préhistoriques

### Avant 1940
- 1905 : Prehistoric Peeps, de Lewin Fitzhamon, basé sur la série de dessins humoristiques d'Edward Tennyson Reed

.
- 1908 : The prehistoric man, de Walter R. Booth
- 1912 : Man's Genesis de D. W. Griffith
- 1914 : Charlot nudiste (His Prehistoric Past), de Charlie Chaplin
- 1914 : Brute Force de D. W. Griffith
- 1915 : La Guerre du feu, de Georges Denola d'après l'œuvre de J.-H. Rosny aîné
- 1923 : Les Trois Âges (Three Ages), de Buster Keaton et Edward F. Cline
- 1928 : À l'âge de pierre (Flying Elephants), de Frank Butler

### 1940
- 1940 : Tumak, fils de la jungle (One Million B.C.), de Hal Roach[57]
- 1966 : Un million d'années avant J.C. (One Million Years B.C.), de Don Chaffey[57]

### 1980
- 1981 : La Guerre du feu, de Jean-Jacques Annaud d'après l'œuvre de J.-H. Rosny aîné[53]
- 1981 : L'Homme des cavernes (Caveman), de Carl Gottlieb
- 1983 :  Yor, le chasseur du futur(Il mondo di Yor), de Anthony M. Dawson
- 1986 : Le Clan de la caverne des ours (The Clan of the Cave Bear), de Michael Chapman d'après l'œuvre de Jean Auel
- 1994 : La Famille Pierrafeu (The Flintstones) de Brian Levant

### 2000
- 2000 : Les Pierrafeu à Rock Vegas ( The Flintstones in Viva Rock Vegas) de Brian Levant
- 2004 : RRRrrrr!!!, de Alain Chabat
- 2007: Ötzi, l'homme des glaces (Iceman) de Felix Randau
- 2008 : 10 000 (10,000 BC) de Roland Emmerich
- 2009 : L'An 1 : Des débuts difficiles (Year One), de Harold Ramis
- 2009 : Humains, de Jacques-Olivier Molon et Pierre-Olivier Thévenin

### 2010
- 2010 : Ao, le dernier Néandertal, de Jacques Malaterre d'après l'œuvre de Marc Klapczynski[57]
- 2014 : Noé, ( Noah) de Darren Aronofsky d'après la bande dessinée éponyme. Le film comme le livre mélange aisément les genres de la fiction biblique et de la Fantasy. À noter, à l'inverse du film, que la bande-dessinée tient plus du genre de la Fantasy apocalyptique et post-apocalyptique. Une époque antédiluvienne rappelant largement le style de la Terre mourante d'un Jack Vance (Dying Earth subgenre) ou bien le sword and sorcery d'un Jean-Claude Gal. En effet, il est possible de rencontrer, intégrés dans les paysages des reliquats industriels fossilisés. Choses depuis longtemps oubliés par les populations, à la manière des nomades de La Mort de la Terre de Rosny.
- 2018 : Alpha, d'Albert Hughes

## Dessins animés préhistoriques
- Capitaine Caverne (1977-1980)
- Cro Man  (2018)
- Dinosaure (2000)
- Flint le détective (1998)
- Les Pierrafeu (1960-1966)
- L'Âge de glace (2002)
- L'Âge de glace 2 (2006)
- L'Âge de glace 3 : Le Temps des dinosaures (2009)
- L'Âge de glace 4 : La Dérive des continents (2012)
- L'Âge de glace 5 : Les Lois de l'Univers (2016)
- Kum Kum (1975-1976)
- Les Croods (2013)
- Le Chaînon manquant (1980)
- Les exploits de Mightor(1967-68)
- Le Petit Dinosaure et la Vallée des merveilles (1988)
- Pitt et Kantrop (série télévisée d'animation), de Isabeau Merle et Fethi Nedjari (2005), 26 épisodes.
- Primal (série télévisée d'animation), de Genndy Tartakovsky (2019), 10 épisodes[58].
- Rahan fils des âges farouches (1987)
- Stone Age Cartoons (en) (1940)
- Les Enfants du feu (série télévisée d'animation), de Patrick Galliano, Brice Garnier et Roger Heroux, (2001), 26 épisodes.